# Jean-André Rixens

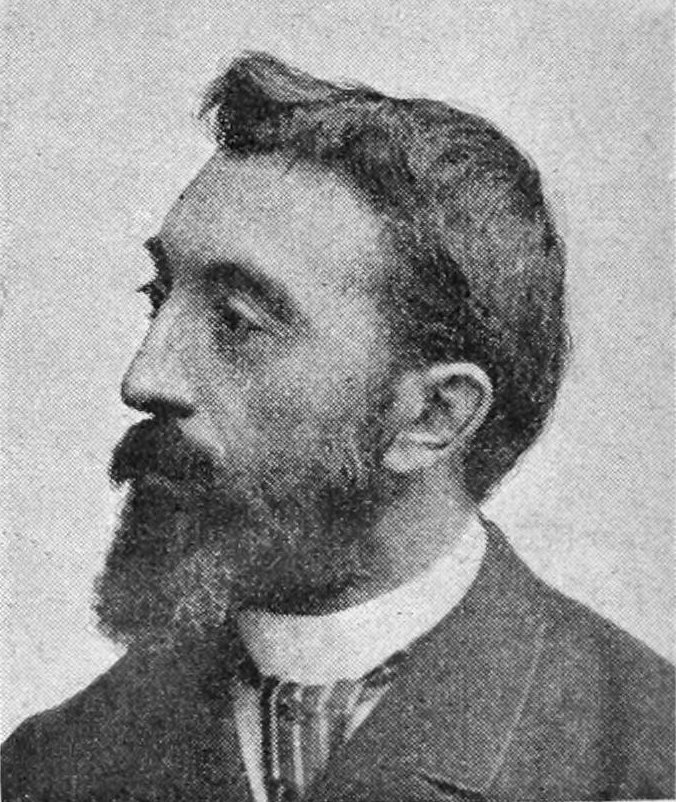
Jean-André Rixens; fotografia di Eugène Pirou

Jean-André Rixens (Saint-Gaudens, 30 novembre 1846 – Parigi, 21 febbraio 1925) è stato un pittore francese noto per le sue scene e ritratti in stile classico.

## Biografia

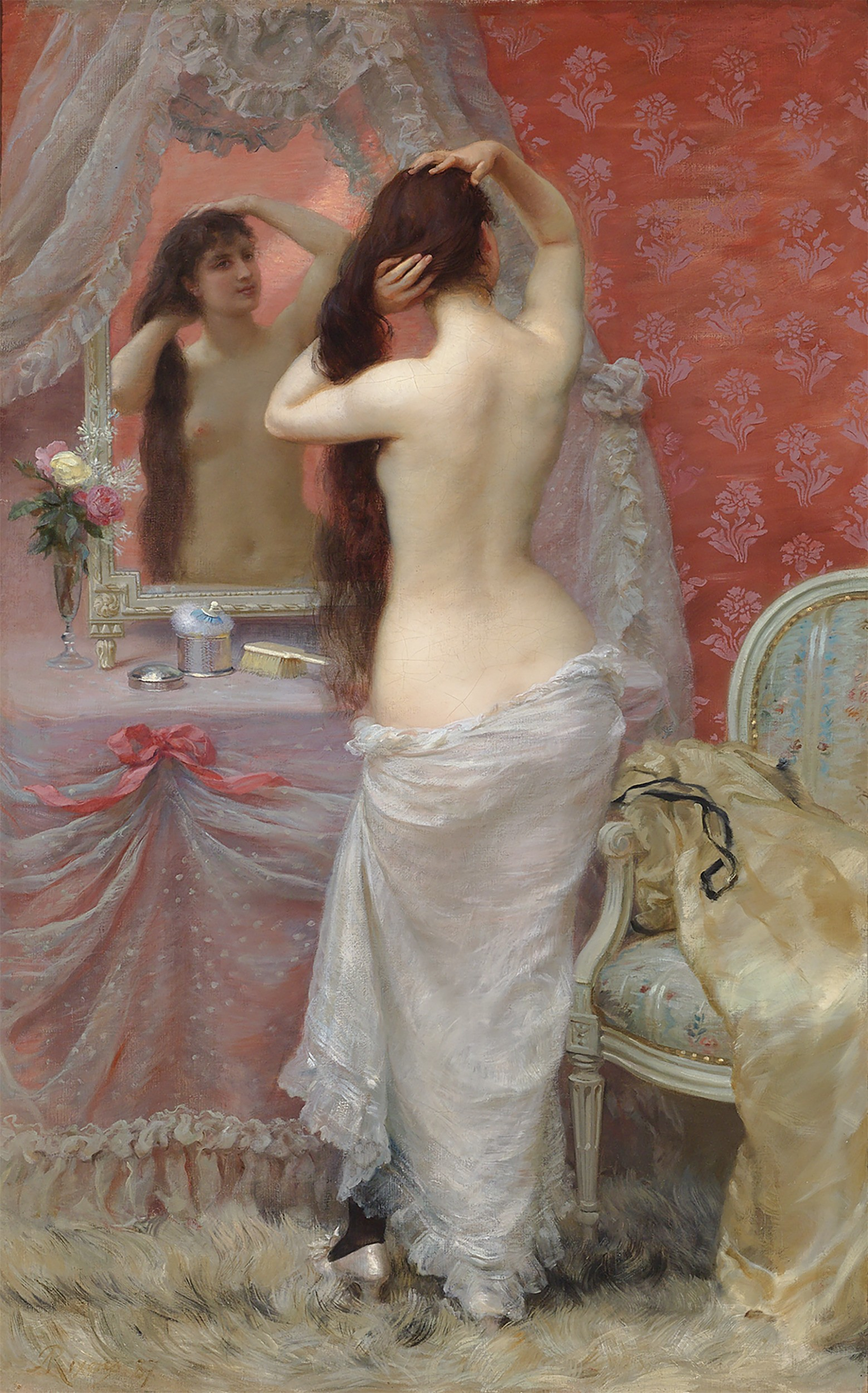
Jeune Femme Nue se Coiffant, 1887

Suo padre era un maestro calzolaio. Dopo aver completato la sua istruzione di base, nel 1860, si iscrisse all'École supérieure des beaux-arts di Tolosa. Si mantenne agli studi dipingendo insegne commerciali e facendo copie di opere d'arte. Nel 1866, il suo dipinto La morte di Alcibiade gli valse una borsa di studio dalla città di Tolosa. Questo gli permise di iscriversi all'École nationale supérieure des beaux-arts di Parigi, dove studiò con il pittore di storia militare Adolphe Yvon. Mentre era lì, lavorò per Goupil & Cie, specializzandosi in riproduzioni di opere famose. Eseguì anche xilografie e ritratti per la casa editrice Hachette.
Nel 1867 trovò posto nello studio di Jean-Léon Gérôme e completò i suoi studi artistici. A quel tempo, il suo obiettivo dichiarato era quello di ottenere il prestigioso Prix de Rome. Il suo primo tentativo, nel 1870, non ebbe successo. Nel 1873 ricevette il secondo premio per Super Flumina Babylonis (Dai fiumi di Babilonia, raffigurante la cattività babilonese), che fu acquistato dal governo. Poco dopo visitò Firenze e Roma.
Nel 1880 ottenne un riconoscimento più diffuso e la sua situazione finanziaria migliorò. Molte delle sue opere vennero rese popolari da importanti periodici come L'Illustration. Realizzò un minor numero di dipinti storici e si concentrò sui ritratti in stile naturalistico. Alla fine fu in grado di acquistare una proprietà in Normandia. Nel 1888 sposò Eugénie Poumian ed ebbero tre figlie. La sua reputazione fu assicurata quando ricevette una medaglia all'Esposizione Universale di Parigi del 1889. Nello stesso anno fu nominato Cavaliere della Legion d'onore.
Insieme a Ernest Meissonier, Pierre Puvis de Chavannes e Auguste Rodin, contribuì a rivitalizzare la Société nationale des beaux-arts e organizzare una mostra annuale che avrebbe gareggiato con il Salon di fama mondiale. Da repubblicano, partecipò alla realizzazione e decorazione dei monumenti istituiti dalla Terza Repubblica. Tra il 1896 e il 1904 dipinse tre scene militari nella Salle des Illustres del Campidoglio di Tolosa.
Durante la prima guerra mondiale si rifugiò a Saint-Bertrand-de-Comminges, dove contribuì a restaurare l'antico palazzo episcopale. A quel tempo, dipinse principalmente paesaggi in uno stile impressionista. Tutte quelle opere sono ancora in possesso dei suoi discendenti. Dopo la guerra, lavorò alla creazione di un monumento in onore dei morti in guerra di quella zona.
In seguito, tornò a Parigi dove morì nel 1925.

## Opere selezionate

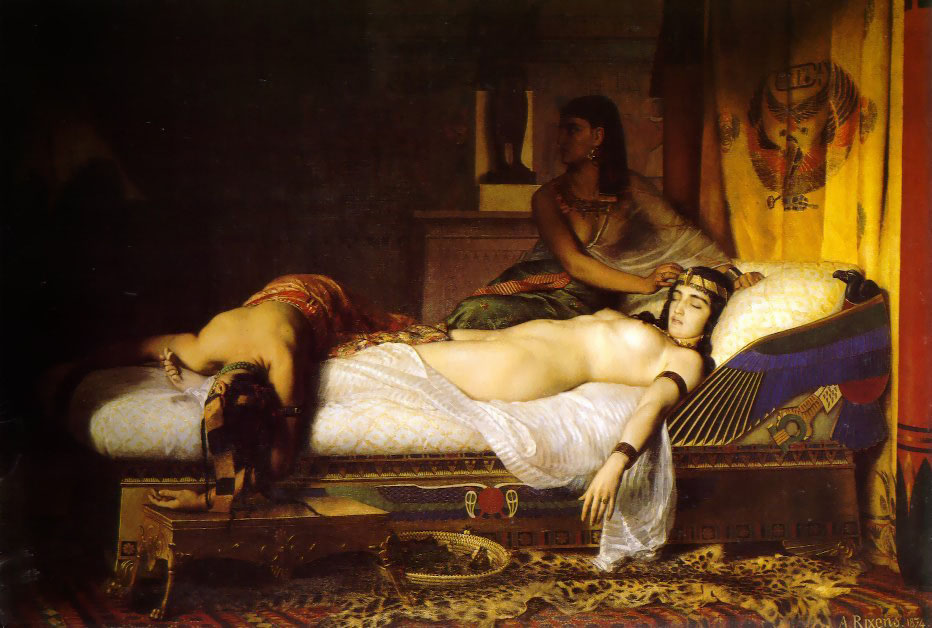
La morte di Cleopatra, 1874, Musée des Augustins (Tolosa)
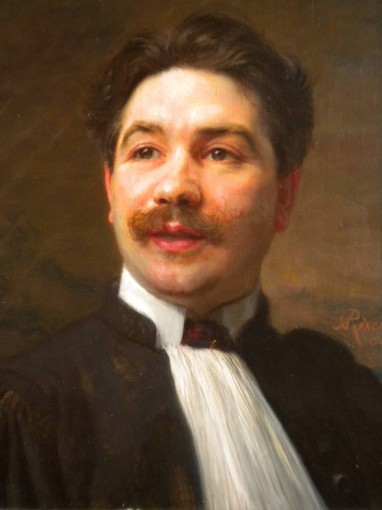
Ritratto del pittore Georges-Paul Manceau
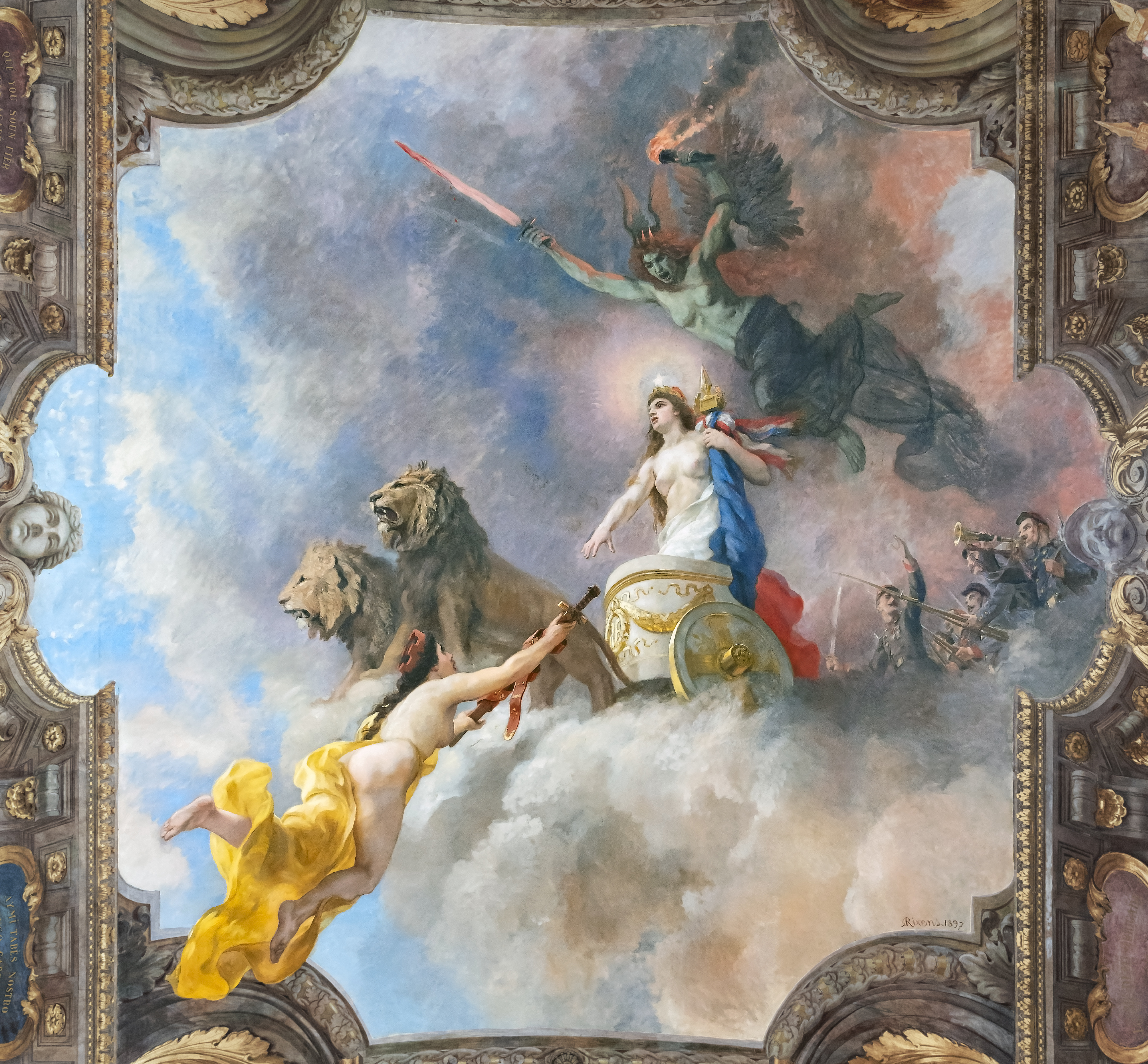
Soffitto del Campidoglio di Tolosa
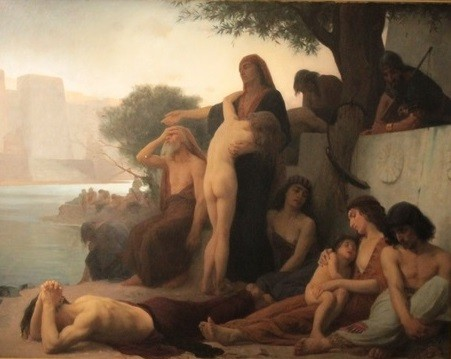
La captivité des juifs à Babylone, 1873
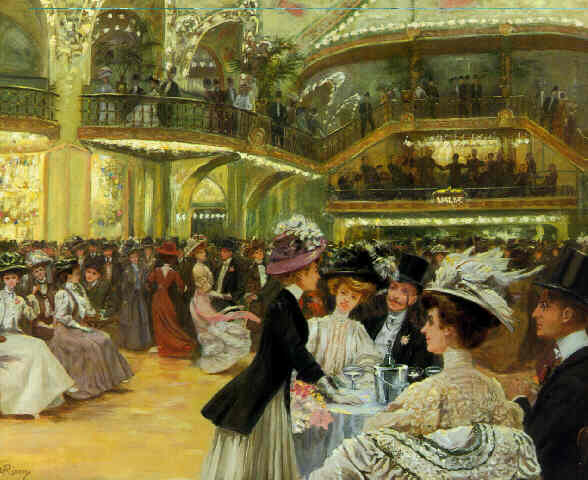
Le Bal du Moulin Rouge, ca. 1900